# Ohio (Illinois)
Ohio – wieś w Stanach Zjednoczonych, w stanie Illinois, w hrabstwie Bureau.